# Rapisma viridipennis
Rapisma viridipennis là một loài côn trùng trong họ Rapismatidae thuộc bộ Neuroptera. Loài này được Walker miêu tả năm 1853.